# 枡形停留場
枡形停留場（ますがたていりゅうじょう）は、高知県高知市にあるとさでん交通伊野線の路面電車停留場。

## 歴史
伊野線はとさでん交通の前身である土佐電気鉄道の路線として1904年（明治37年）に開通した。路線の免許状には「高知市本町字升形ヨリ同町字堀詰ニ至ル」と記されているが、開通時の路線は堀詰停留場から乗出停留場までで、枡形停留場が開業したのはその2年後、路線が乗出停留場から鏡川橋停留場まで延伸した際のことである。
停留場名は開業より変更されていないが、資料により「升形」や「桝形」といった異表記が混在し、駅名標も発注違いにより「升形」の表記が使われていたこともある。電車に車掌が乗務していたころは車掌により「枡形広小路」と案内されることもあったという。

### 年表
- 1906年（明治39年）10月9日：土佐電気鉄道の停留場として開業[2]。
- 2014年（平成26年）10月1日：土佐電気鉄道が高知県交通・土佐電ドリームサービスと経営統合し、とさでん交通が発足[5]。とさでん交通の停留場となる。

## 停留場構造
枡形停留場は伊野線の併用軌道区間内にあり、道路上にホームが置かれている。ホームは2面あり、東西方向に伸びる2本の線路を挟み込むように配置されているが、互いのホームは東西方向にずれて位置している。東にあるのがはりまや橋方面行き、西にあるのが伊野方面行きのホーム。伊野方面行きのホームは上町一丁目、はりまや橋方面行きのホームは升形に位置する。
伊野寄りに渡り線があり、はりまや橋・高知駅前方面行の一部が当停留場発着で運行される。

## 停留場周辺
「枡形」は当地に枡の形をした広場があったことに由来し、かつては武士が非常時などに集合する場所として用いられた。
- 龍馬郵便局
- 国道33号
- 「升形」バス停留所

## 隣の停留場
とさでん交通
伊野線
グランド通停留場 - 枡形停留場 - 上町一丁目停留場